# Ecforà

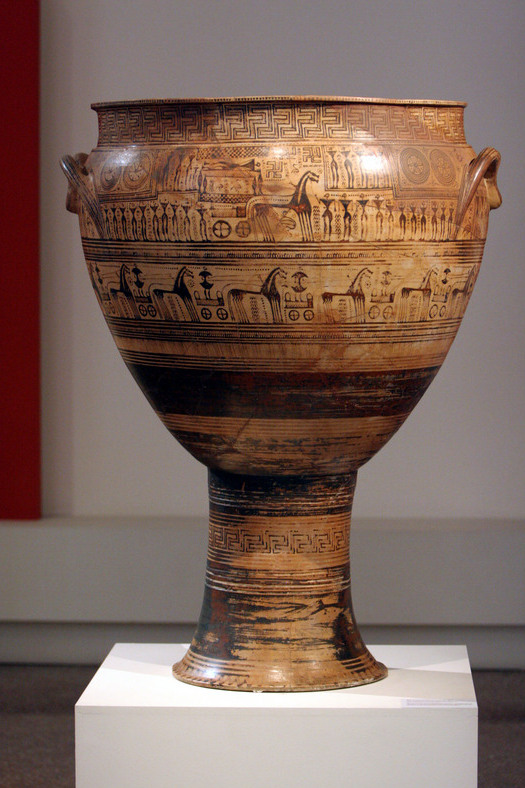
Crater àtic Hirschfeld del període geomètric tardà (c. 750-735 ae) que representa una ecforà, el ritu de portar un cadàver a la tomba

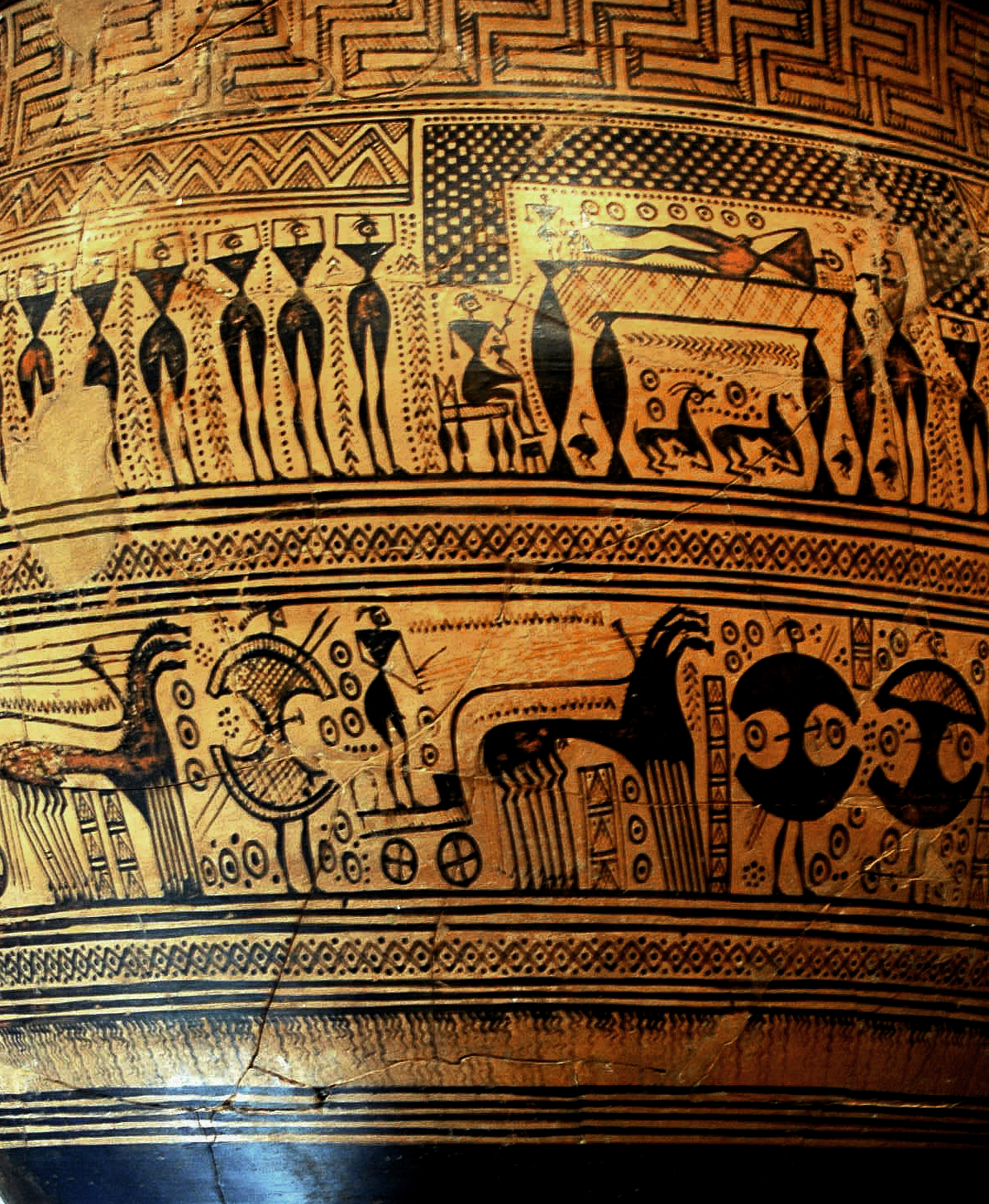
Crater funerari amb una escena de pròtesi (a dalt) i una escena d'ecforà, amb processó de carros i soldats d'infanteria (a baix)

L'ecforà o ekphora (del grec antic ἐκφορά) és un dels actes previstos en els ritus funeraris de l'Antiga Grècia, en què a l'alba del tercer dia després de la mort, es procedia a traslladar, des de la casa en una processó funerària, el cos del mort utilitzant el mateix cadafal en què s'havia exposat, fins al lloc fora de la ciutat, passades les muralles, on el soterrarien o cremarien, després d'haver passat prèviament per l'exposició del cadàver, la pròtesi.

Una descripció detallada se'n troba ja en Homer:
| « | "S'alçaren, es vestiren amb les armes, i aurigues i combatents muntaren a les caixes dels carros. Davant n'eren els cotxers. Els seguia un núvol d'infants innumerables, i al bell mig, els companys duien Pàtrocle. Vestiren sencer el cadàver amb els cabells que es tallaren i li llançaven. Darrere, el diví Aquil·les li sostenia el cap, desolat, escortant el seu íntegre company cap a l'Hades." | » |

Com es pot veure en representacions de l'acte en obres artístiques de l'estil geomètric tardà, l'ecforà s'arribà a realitzar durant l'època arcaica amb gran pompa per les famílies més riques de l'antiga Atenes, amb llargs festeigs portant el llit de mort en un carro funerari, seguit per altres carros, flautistes, soldats amb armes i escuts, ploramorts, i tancant la comitiva els amics i familiars.
Aquest ritu funerari proporcionava un aparador per a l'exhibició de la riquesa, poder i prestigi dels aristòcrates, fins a tal magnificència que moltes comunitats aprovaren lleis per a limitar-ne l'abast, com en les lleis de Soló.
Al Cementeri del Ceràmic d'Atenes aparegueren com a senyalitzadors de l'emplaçament de les tombes, una sèrie de grans atuells ceràmics, àmfores, hídries i craters del segle viii abans de la nostra era, de gran qualitat, amb les primeres representacions figuratives de l'art pictòric àtic, la majoria sobre ritus funeraris com la pròtesi o l'ecforà. Més que la memòria del mort, el que s'hi celebrava era la pietat dels vius respecte als seus difunts.
- Mestre del Dípilon
- Lècit